# Едвард Буртинський
Едвард (Ед) Буртинський OC (22 лютого 1955, Сент-Кетерінс, Онтаріо, Канада) — канадський фотограф і митець, відомий своїми великоформатними фотографіями промислових пейзажів. Його роботи зображують місця з усього світу, які представляють зростаючий розвиток індустріалізації та її вплив на природу та існування людини. Зображення Буртинського часто пов'язують з філософською концепцією величного — асоціацією, яку викликають грандіозні масштаби створюваних ним робіт. Інша прикметна риса його творчості — це почуття тривоги з приводу невідворотної втрати середовищ внаслідок швидкої і всеохопної індустріалізації.
Буртинський є першим лауреатом Премії TED за інновації та глобальне мислення у 2005 році. У 2016 році він отримав Премію генерал-губернатора Канади в галузі візуального та медіа-мистецтва за створену ним серію робіт.
Буртинський є прихильником захисту навколишнього середовища, і його роботи глибоко переплетені з його природоохоронними ідеями. Його творчість відтворює спустошення, принесене індустріальним капіталізмом, у той же час роботи не позбавлені певної естетизації цих процесів, ми бачимо справді жахливі процеси, але представлені у естетичний спосіб, що відзначають критики в ряді оглядів на тему його творчості. Він є членом Ради Торонтонського міжнародного фестивалю фотографії Contact.

## Раннє життя
Буртинський народився в Сент-Кетерінс, Онтаріо, місті синіх комірців, де General Motors була найбільшим роботодавцем. Його батько, Петро Буртинський, був українським емігрантом, який знайшов роботу на конвеєрі заводу General Motors. Коли Буртинському було 11 років, його батько придбав фотолабораторне обладнання та камеру у вдови, покійний чоловік якої займався аматорською фотографією. Малому Буртинському дали два рулони плівки Tri-X і сказали задовольнитися цим або підтримувати звичку власними коштами. Разом із вивченням чорно-білої фотографії він навчився чорно-білому друку. Це виявилося корисним у розвитку його власного бізнесу, щоб підтримати його нову звичку, коли він почав фотографувати події та портрети в місцевому українському громадському центрі, беручи 50 центів за фотографію. На зароблені гроші він подорожував околицями Сент-Кетерінса, фотографуючи «незаймані краєвиди» свого дитинства. Це, за його власним свідченням, заклало основу його інтересу до пейзажної фотографії.

## Освіта та початок кар'єри
З середини 1970-х до початку 1980-х років Буртинський формально вивчав графіку та фотографію. Він отримав диплом з графічного дизайну в Ніагарському коледжі в Велланді, Онтаріо, розпочавши навчання в 1974 році. Отримавши диплом коледжу, він спочатку не планував здобуття вищої освіти, але швидко надумався, коли відвідав кампус Раєрсона на прохання свого колишнього вчителя фотографії. У 1982 році він вступив і закінчив чотирирічну програму бакалаврату, а також отримав ступінь бакалавра фотографічного мистецтва (програма вивчення медіа) у Політехнічному інституті Раєрсона в Торонто, Онтаріо.
Найперші роботи Буртинського, які зараз передано Центру зображень Університету Раєрсона, здебільшого зроблені в Онтаріо та Західній Канаді. Під впливом таких американських фотографів, як Енсел Адамс, Едвард Вестон і Карлтон Воткінс, ці роботи являють собою переважно кольорові пейзажі. Деякі з його перших оригінальних пейзажних фотографій, як-от Ландшафт №1, Північна Кароліна, США (1979) та Ландшафту №2, Онтаріо, Канада (1981), були його курсовими роботами для Раєрсона та відображають його ранні зацікавлення тим, що потім стало основною темою його робіт: контроль людини над природою. У своєму випускному періоді Буртинський недовго працював у відділі фотографії для IBM та Асоціації лікарень Онтаріо, а після закінчення навчання — в архітектурній фотографії, аж поки в 1985 році він не заснував Toronto Image Works, студію, яка поєднувала оренду фотолабораторії для фотографів, окрему спеціальну фотолабораторію та навчальний центр для цифрових і нових медіа.
Деякі з видатних післядипломних робіт Буртинського, такі як Breaking Ground: Mines, Railcuts and Homesteads (1983–85) і Vermont Quarries (1991–92), показують рішучий перехід до тем антропогенного впливу, характерних для його пізніших робіт. У багатьох із них представлений чесний погляд на екологію впливу людини та деструкцію ландшафтів, що показує дію людей і техніки на природу.

## Фотографія
Більшість експонованих фотографій Буртинського (до 2007 року) було зроблено широкоформатною польовою камерою на великій плівці формату 4×5 дюймів і експоновано у відбитки великого розміру з високою роздільною здатністю різних розмірів і форматів від 18 × 22 дюймів до 60 × 80 дюймів. Він часто вибирає підвищену точку зйомки над ландшафтом, використовуючи піддйомні платформи, природний рельєф, а в недавньому часі – також безпілотники, гелікоптери та літаки з нерухомим крилом. Буртинський описує акт фотозйомки термінами «споглядального моменту», порівнюючи та відгукуючись до «вирішального моменту» Анрі Картьє-Брессона. Зараз він використовує цифрові камери середнього формату з високою роздільною здатністю.
Фотографічний стиль Буртинського характеризується піднесеним настроєм, викликаним масштабом фотографій. Його широкоформатна камера зображує шрами людства на пейзажах, які він робить своїм об'єктом, з «дивовижними кольорами та безжальною деталізацією», завжди зосереджуючись на наслідках глобального споживацтва. деякі критики вважають, що фотографія Буртинського ставить глядача в стан невтручання в зображуване середовище. Він робить глядача свідком наслідків радикалізованого споживацтва, якому залишається спокійно розважати без якихось політичних акцентів: ані засудження, ані схвалення теми, просто визнання її існування, щоб створити діалог, а не поляризувати.

### Перетворені ландшафти (2003)
Перетворені ландшафти (Manufactured Landscapes) — це колекція з понад 60 великомасштабних зображень, багато з яких розміром 48 на 60 дюймів, що зображують подорожі Буртинського світом, фіксуючи приголомшливі трансформації природи на промислові пейзажі. У 2003 році Буртинський створив серію зображень, що передають сучасну трансформацію Китаю на індустріалізований простір, яка була частково предсттавлена на виставці. Використовуючи широкоформатну камеру 4×5, він представив результати приходу західних споживацьких методів у процесі індустріалізації Китаю, наочно зображуючи наслідки руйнування навколишнього середовища, спричиненого китайськими промисловими амбіціями.

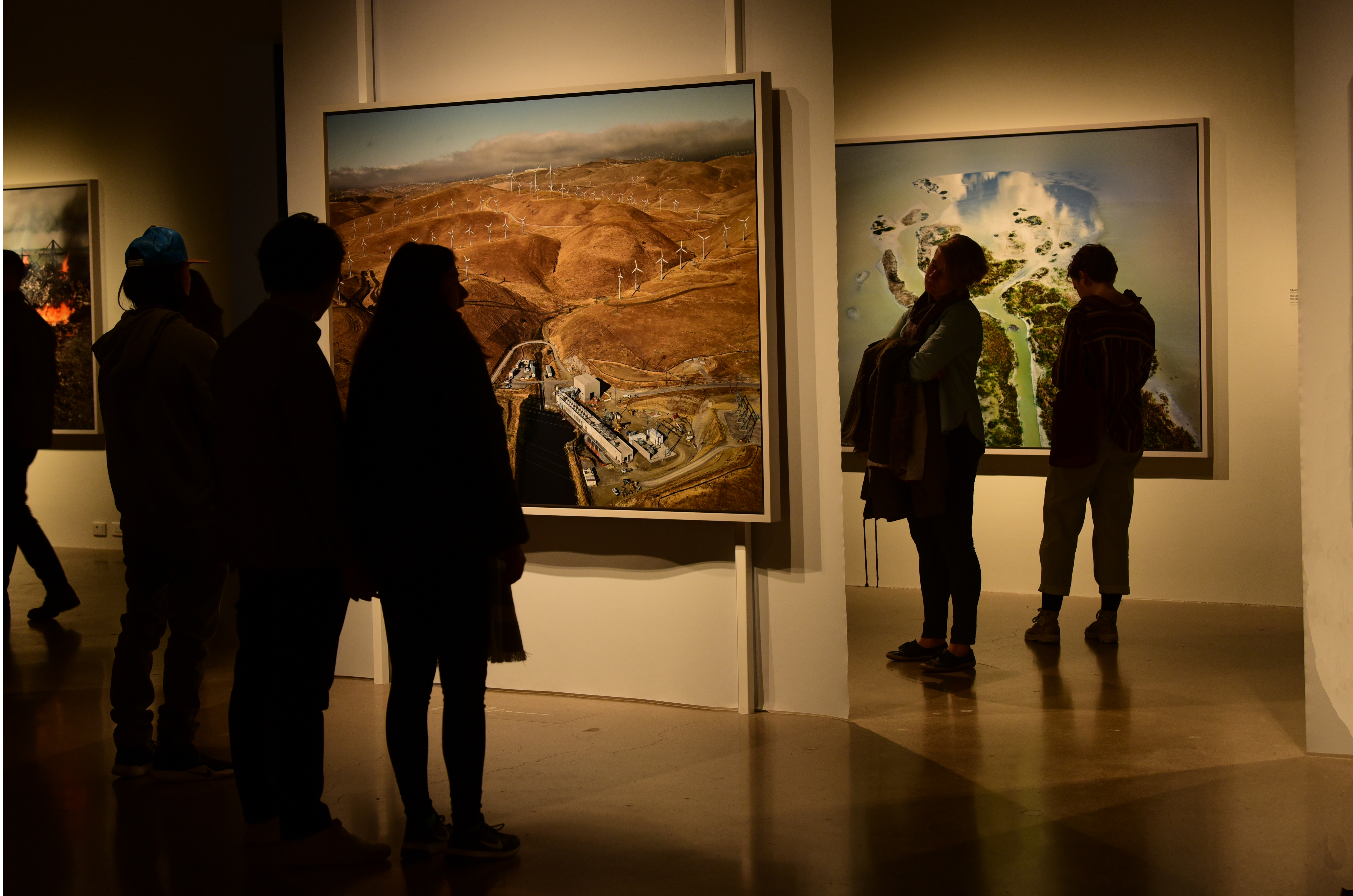
Люди переглядають виставку Буртинського «Антропоцен» у Художній галереї Онтаріо, 2018

Буртинський фотографує приголомшливі краєвиди, змінені промисловістю: хвостові відвали шахт, кар'єри, терикони металобрухту, сміттєзвалища. Велич його образів часто входить у суперечність із занечищеним середовищем, яке вони зображують. Він здійснив кілька поїздок до Китаю, щоб сфотографувати розвиток промисловості цієї країни та будівництво одного з найбільших у світі інженерних проектів, греблі «Три ущелини».

### Фотографічні серії
- 1983–1985 Breaking Ground: Mines, Railcuts and Homesteads, Канада, США
- 1991–1992 Вермонтські кар'єри, США
- 1997–1999 Міські шахти: переробка металу, Канада, Гори покришок, США
- 1993 – кар'єри Каррари, Італія
- 1995–1996 Tailings, Канада
- 1999-2010 Нафта Канади, Китаю, Азербайджану, США
- 2000– Кар'єри Макрана, Індія
- 2000–2001 Розбирання кораблів, Бангладеш
- 2004–2006 Китай
- 2006–Іберійські кар'єри, Португалія
- 2007 – Австралійські шахти, Західна Австралія
- 2009–2013 Вода Канада, США, Мексика, Європа, Азія, Ісландія, Індія
- 2016 Соляні сковороди [16]
- 2014–2018 Антропоцен [17][18]

## Інші проєкти

### Toronto Image Works
У 1985 році Буртинський заснував Toronto Image Works, комерційну фотолабораторію, яка перетворилася на установу, яка також пропонує оренду темних кімнат, використання обладнання та курси цифрових нових медіа. У 1986 році заклад відкрив галерею, яка демонструє роботи місцевих і міжнародних художників.

### Перетворені ландшафти(документальний фільм)
У 2006 році про Буртинського зняли документальний фільм «Перетворені ландшафти», який був показаний на кінофестивалі «Санденс» у 2007 році в рамках конкурсу документальних фільмів світу.

### Watermark
Буртинський і Дженніфер Байхвал, які зняли документальний фільм 2006 року Manufactured Landscapes, є співрежисерами документального фільму 2013 року Watermark. Фільм є частиною його п'ятирічного проєкту «Вода», присвяченого способам вжитку та використання води.

### Антропоцен: епоха людинитапроєкт антропоцену
Проект «Антропоцен» — це багатодисциплінарна сукупність робіт співавторів Ніколаса де Пенсьєра, Буртинського та Байхвал. Поєднуючи мистецтво, кіно, віртуальну реальність, доповнену реальність і наукові дослідження, проект досліджує вплив людини на стан, динаміку та майбутнє Землі. Антропоцен означає нову еру геологічного часу, де діяльність людини є рушійною силою екологічних і геологічних змін.
У вересні 2018 року відбулася світова прем'єра фільму «Антропоцен: епоха людини» на Міжнародному кінофестивалі в Торонто (TIFF). У 2019 році він отримав нагороду Роджерса за найкращий канадський фільм на церемонії нагородження Асоціації кінокритиків Торонто 2018. Творці фільму дали грошовий приз у розмірі 100 000 доларів тим, хто посідає друге місце, а також ініціативі TIFF «Поділитися її подорожжю», яка підтримує жінок у кіно.
У вересні-листопаді 2018 року також відбулися дві додаткові виставки в Художній галереї Онтаріо та Національній галереї Канади. У 2019 році виставку показали у Fondazione MAST у Болоньї, Італія.

## Стосунок до України
Доробок Буртинського відомий в Україні з коротких телесюжетів, статей, книжок про фотографію, окремих відгуків про виставки за кордоном, де стверджується, що одна з фоторобіт експонувалась у Києві в Пінчук-Артцентрі ще у 2007 році. Українською мовою можна почитати транскрипт його презентації з нагоди вручення премії TED. Але найбільш згадуваним є фандрейзинг Буртинського для гуманітарної допомоги Україні через Канадське відділення Міжнародного червоного хреста в сумі 300 тис. дол, подвоєній канадським урядом до 600 тис..

## Публікації Буртинського
- Oil. Göttingen: Steidl, 2005. ISBN 978-3-86521-943-5. Edited by Marcus Schubert. With essays by Michael Mitchell, William E. Rees, and Paul Roth. "Published in conjunction with exhibitions held at the Corcoran Gallery of Art, Washington, D.C., Oct. 3-Dec. 13, 2009 and Huis Marseille, Museum for Photography Amsterdam, Dec. 5, 2009-Feb. 28, 2010."[32]
- China. Göttingen: Steidl. 2005. ISBN 978-3-86521-130-9 With essays by Ted Fishman, Mark Kingwell, Marc Mayer[en], and Burtynsky.
- Manufactured Landscapes: The Photography of Edward Burtynsky. Ottawa, Ontario, Canada: National Gallery of Canada; New Haven and London: Yale University Press, 2005. ISBN 9780300099430 Edited by Lori Pauli. With essays by Mark Haworth-Booth[en] and Kenneth Baker, interview by Michael Torosian.
- Quarries. Göttingen: Steidl, 2007. ISBN 978-3-86521-456-0 With essays by Michael Mitchell, "More urgent than beauty," "Rock of Ages," "Three marble mountains," "Dying for beauty," "Buy low, sell low," and "Inverted architecture."
- Pentimento. Catalogue of an exhibition held at Flowers Central, London, 2010.
- Water. Göttingen: Steidl, 2013. ISBN 9783869306797 Edited by Marcus Schubert. With essays by Wade Davis[en] and Russell Lord. "Catalog of an exhibition held at the Contemporary Arts Center, New Orleans, Oct. 5, 2013-Jan. 19, 2014."[33]
- Essential Elements. Thames & Hudson, 2016. ISBN 978-0500544617 With essay by William A. Ewing.
- Salt Pans. Göttingen: Steidl, 2016. ISBN 978-3-95829-240-6
- Anthropocene. Göttingen: Steidl, 2018. ISBN 978-3958294899 With essays by Jennifer Baichwal, Nick De Pencier, Suzaan Boettger, Jan Zalasiewicz, Colin Waters, Margaret Atwood.

## Нагороди
- Член Королівської Канадської академії мистецтв[34]
- Почесний доктор юридичних наук Університету Маунт-Еллісон, Саквіль, Нью-Брансвік, Канада[8]
- Почесний доктор права, Університет Квінз, Кінгстон[8]
- Почесний докторський ступінь у галузі образотворчого мистецтва у дослідженні фотографії від Університету Раєрсона, Торонто[8]
- Почесний доктор образотворчих мистецтв Монсерратського коледжу мистецтв, Бостон[8]
- 2005: Премія TED[3][35]
- 2006: офіцер ордена Канади[36]
- 2013: Президентська медаль Геологічного товариства Америки[37]
- 2013: Премія « Роджерс» за найкращий канадський фільм на церемонії вручення нагород Асоціації кінокритиків Торонто 2013 за « Водяний знак » (2013)[38]
- 2014: Найкращий повнометражний документальний фільм на Canadian Screen Awards 2014 за Watermark (2013)[39][40][41]
- 2016: Список лауреатів Премії генерал-губернатора у сфері візуального та медіа-мистецтва, Канадська рада, Оттава, Канада[42]
- 2018: Майстер фотографії, Photo London, Лондон[43]
- 2018: Нагорода «Меценат миру» від The Mosaic Institute, неурядової організації, що базується в Торонто і працює над просуванням плюралізму, що зменшує конфлікти в Канаді та за кордоном[44]
- 2019: Премія Роджерса за найкращий канадський фільм за фільм «Антропоцен: епоха людини» на церемонії вручення нагород Асоціації кінокритиків Торонто 2018, приз у розмірі 100 000 доларів[22]
- 2019: Нагорода за найкращий канадський документальний фільм за фільм « Антропоцен: епоха людини » на церемонії вручення нагород Кінокритиків у Ванкувері 2018[45]
- 2020: Почесна стипендія Королівського фотографічного товариства, Брістоль[46]
- 2021: Видатний внесок у фотографію, 2022 Sony World Photography Awards[47].

## Колекції
Роботи Буртинського зберігаються в постійній колекції:
- Національна галерея Канади, Оттава, Онтаріо, Канада: 122 роботи (на лютий 2021) [48]

## Загальні посилання
- Granta, This overheating world. The Magazine of New Writing, 83. Fall 2003. Noah Richler: The Evidence of Man, Edward Burtynsky. p. 95.
- Before the Flood. Essay by Gary Michael Dault. 2003
- "Industrial China's Ravaging of Nature, Made Disturbingly Sublime," The New York Times, Manohla Dargis, June 20, 2007.

## Подальше читання
- Khatchadourian, Raffi (December 19–26, 2016). The long view : Edward Burtynsky's quest to photograph a changing planet. Our Far-Flung Correspondents. The New Yorker. Т. 92, № 42. с. 80—95.

## Зовнішні посилання
- Офіційний сайт
- "The Human Signature: Edward Burtynsky's Anthropocene – in pictures" at The Guardian
- Audio interview with Burtynsky
- Images and profile at Specifier Magazine
- Manufactured Langscapes, Ping Magazine. An interview with Burtynsky interspersed with his photographs.
- Едвард Буртинський на TED(англ.)